# Mancha
Mancha, pseudonimo di Gianluca Piola Minozzo (Concórdia, 13 febbraio 2001), è un calciatore brasiliano, difensore della Chapecoense.

## Carriera
Cresciuto nel settore giovanile della Chapecoense, debutta in prima squadra l'11 marzo 2020 in occasione del match del Campionato Catarinense vinto 2-1 contro l'Avaí.

## Statistiche
Statistiche aggiornate al 14 ottobre 2021.

### Presenze e reti nei club
| Stagione        | Squadra         | Campionato      | Campionato | Campionato | Coppe nazionali | Coppe nazionali | Coppe nazionali | Coppe continentali | Coppe continentali | Coppe continentali | Altre coppe | Altre coppe | Altre coppe | Totale | Totale | Totale |
| Stagione        | Squadra         | Comp            | Pres       | Reti       | Comp            | Pres            | Reti            | Comp               | Pres               | Reti               | Comp        | Pres        | Reti        | Pres   | Reti   |        |
| --------------- | --------------- | --------------- | ---------- | ---------- | --------------- | --------------- | --------------- | ------------------ | ------------------ | ------------------ | ----------- | ----------- | ----------- | ------ | ------ | ------ |
| 2021            | Chapecoense     | PD/SC+A         | 3+5        | 0          | CB              | 0               | 0               |                    | -                  | -                  |             | -           | -           | 8      | 0      |        |
| Totale carriera | Totale carriera | Totale carriera | 8          | 0          |                 | 0               | 0               |                    | -                  | -                  |             | -           | -           | 8      | 0      |        |